# Зелёная Роща (Ульяновская область)
Зелёная Роща — село в Ульяновском районе Ульяновской области. Административный центр Зеленорощинского сельского поселения.

## География
Расположен в 28 километрах от Ульяновска и в 34 километрах от Ишеевки

## История
Посёлок был основан в 1932 году как посёлок совхоза «Россия», который в советское время был совхозом-миллионером. В 1990-х годах он прекратил своё существование.
В 1986 г. указом ПВС РСФСР посёлок центральной усадьбы совхоза «Россия» переименован в Зелёная Роща.
В 2011 компания Талина открыла в Зелёной Роще новый свиноводческий комплекс.

## Население
| 2010 |
| ---- |
| 2273 |

## Инфраструктура
- Зеленорощинская средняя школа
- Рощинский Дом культуры
- Рощинская сельская библиотека

## Достопримечательности
- Обелиск (1984 г.)[5]

## Транспорт
Из Ульяновска ходит автобус № 127 от Ульяновского Центрального автовокзала и маршрутное такси № 129 от конечной остановки «Улица Азовская».